# Gründerzeitmuseum im Gutshaus Mahlsdorf

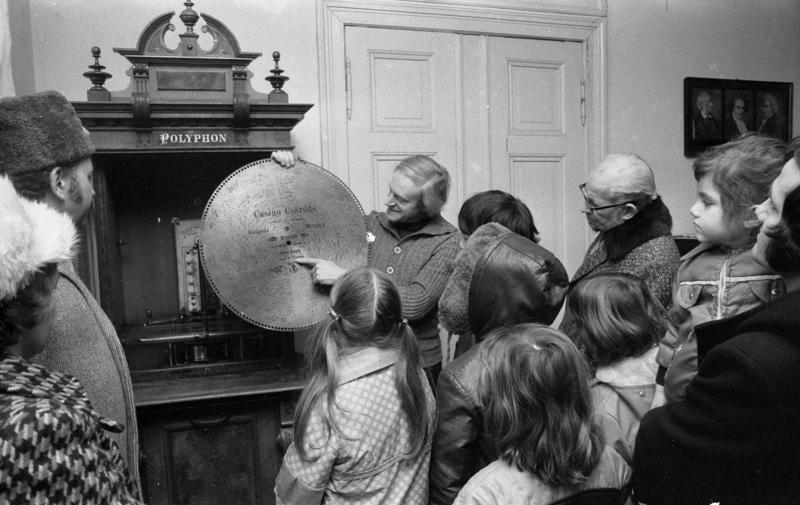
Charlotte von Mahlsdorf zeigt Besuchern des Gründerzeitmuseums Ausstellungsstücke, 1977

Das Gründerzeitmuseum im Gutshaus Mahlsdorf wurde am 1. August 1960 von Charlotte von Mahlsdorf eröffnet. Es befindet sich am Hultschiner Damm 333 im Berliner Ortsteil Mahlsdorf des Bezirks Marzahn-Hellersdorf. Es beherbergt Europas größte zusammenhängende Sammlung von Gegenständen aus der Gründerzeit und dient als Drehort für Film- und TV-Produktionen sowie Theateraufführungen und als Standesamt. Betreut wird die Sammlung seit 1997 vom Förderverein Gutshaus Mahlsdorf.

## Geschichte des Museums
Die Eröffnung des privaten Gründerzeitmuseums erfolgte 1960 durch Charlotte von Mahlsdorf, die das Gebäude bereits zwei Jahre zuvor bezogen hatte und so vor dem Abriss rettete. Die Präsentation damals umfasste lediglich zwei Zimmer, zur Glanzzeit der Ausstellung waren es 23. Ab 1974 versuchte die DDR, das private Museum in staatlichen Besitz zu bringen. Dieses Vorhaben scheiterte allerdings und das Museum bestand auch nach dem Fall der Mauer weiter. Als es 1991 während eines Gartenfestes einen Überfall von Neonazis gab, beschloss Charlotte von Mahlsdorf auszuwandern. Somit kam es zur Schließung des Museums 1995. Mit der Gründung des Fördervereins Gutshaus Mahlsdorf wurde das Gründerzeitmuseum 1997 wiedereröffnet. Im schwedischen Porla brunn eröffnete von Mahlsdorf ein eigenes Gründerzeitmuseum. Seit der Auswanderung und dem Tode der Museumsgründerin 2002 nimmt der Förderverein mit Unterstützung des Fachbereichs Kultur Marzahn-Hellersdorf die Wartung, Pflege und Präsentation der Sammlung sowie des Gebäudes wahr.

## Sammlung
Die Sammlung des Gründerzeitmuseums umfasst 17 vollmöblierte Ausstellungsräume mit Möbeln und Alltagsgegenständen des Bürgertums zwischen 1870 und 1900. Dazu gehören unter anderem zwei Damensalons, ein Herrenzimmer und ein Schlafzimmer. Ebenfalls gibt es mechanische Musikmaschinen und die älteste noch erhaltene Zille-Kneipe Berlins, die Mulackritze (um 1890).
Die Zimmer sind zumeist im Stil der Neorenaissance gehalten, der besonders vom kleinen und mittleren Bürgertum bevorzugt wurde. Des Weiteren gibt es auch ein Speisezimmer im Stil der Neogotik, der im Großbürgertum geschätzt wurde. Der erst Ende des 19. Jahrhunderts ausgebaute Gartensaal ist als „gutes Zimmer“ möbliert und wird heute neben den Führungen auch als Ort für Trauungen genutzt. Seit den Sanierungsarbeiten ist unter dem Dach Platz für Veranstaltungen verschiedener Art. Insbesondere das Bühnenstück Ich bin meine eigene Frau sowie (Dokumentar-)Filme zu Charlotte von Mahlsdorf werden regelmäßig gezeigt. Die Sammlung wird ebenfalls für Dokumentationen genutzt.
Im Jahr 2011 wurde die von Charlotte von Mahlsdorf nach ihrer Auswanderung in Schweden neu aufgebaute Sammlung angekauft und ist seitdem ebenfalls ein Teil der Ausstellung. Die Sammlung gehört seit dem Tode Charlottes zur Hälfte dem Land Berlin und dem Förderverein.

## Geschichte des Gutshauses

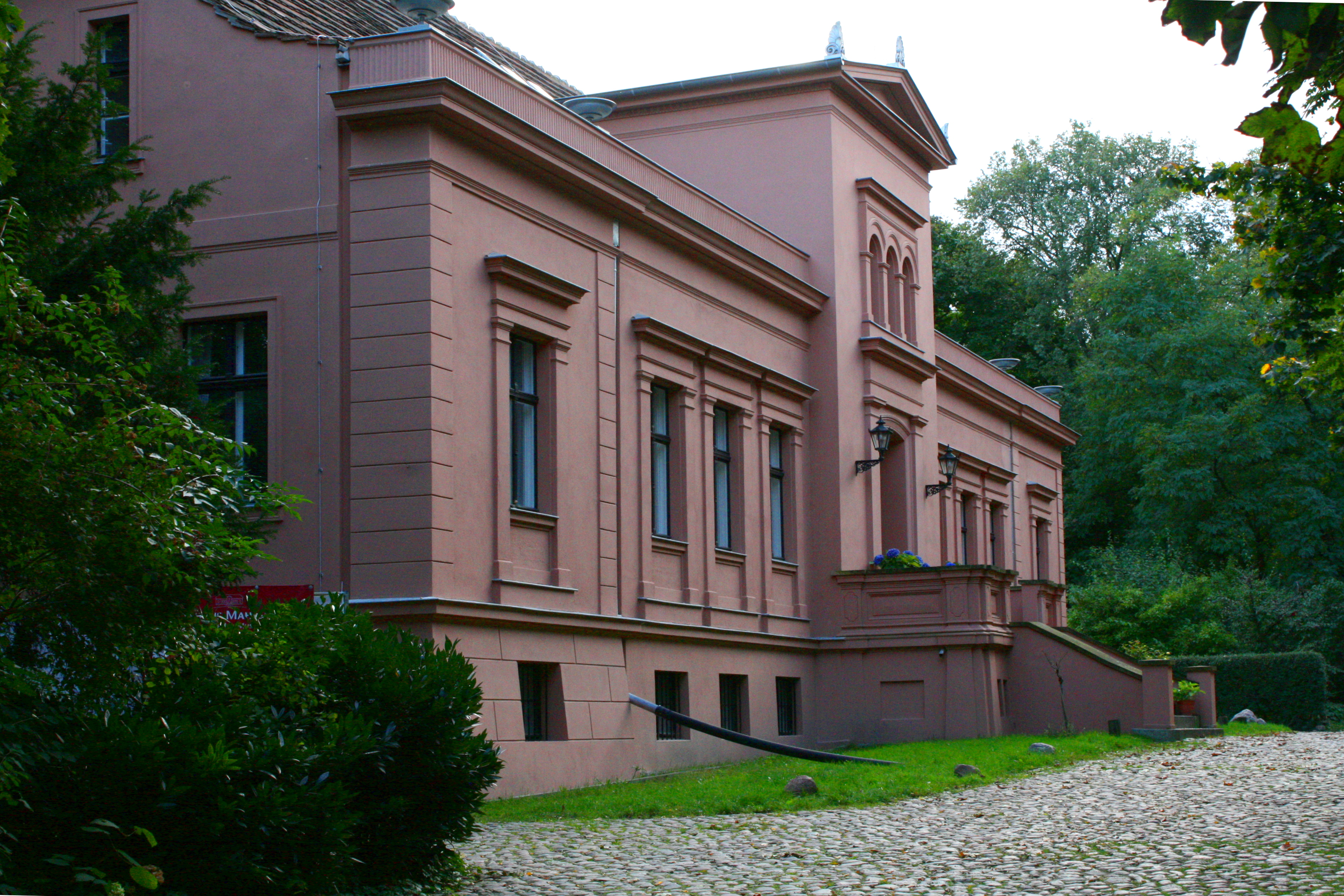
Das Gutshaus Mahlsdorf beherbergt das Gründerzeitmuseum

Das unter Denkmalschutz stehende Gebäude wurde um 1815 als Amtsvorwerksgutshaus der Staatsdomäne Köpenick errichtet. Bis Ende des Ersten Weltkriegs gab es wechselnde bürgerliche Besitzer, bis es ab 1919 durch die damalige Stadt Lichtenberg verschieden genutzt wurde (u. a. als Säuglings- und Kinderheim). Ende der 1950er Jahre sollte das baufällige Gebäude abgerissen werden, wurde jedoch von Charlotte von Mahlsdorf gerettet. Letztlich wurde 1960 das Gründerzeitmuseum eröffnet. Mit der Wiedereröffnung 1997 begann die Erstellung eines Sanierungskonzeptes, das 2001 verabschiedet wurde. 2004 wurden mit kleineren denkmalgerechten Sanierungsarbeiten begonnen, an die sich nahtlos die Sanierung des Gesamtgebäudes von 2007 bis 2012 angeschlossen hat. Bis heute (Stand: 2019) werden kleinere Arbeiten vorgenommen.
Der Umbau in die heute erhaltene spätklassizistische Landvilla erfolgte ab 1869. Daraus resultierten zum Beispiel die große Freitreppe zum Garten oder die Enfiladen.

## Park
Zum Gutshaus gehört ebenfalls ein Gutspark, der sich südlich des Hauses befindet. Bis 1920 gab es noch einen Wirtschaftshof, der damals separiert wurde. Die Ausgestaltung zum Landschaftspark erfolgte unter dem letzten bürgerlichen Besitzer des Gutshauses in den 1880er Jahren.
Mitte der 1990er Jahre erfolgte die Instandsetzung der Parkanlage durch die Gartendenkmalpflege des Berliner Landesdenkmalamtes. Dabei wurden sowohl der Park als auch der Hofbereich mit den nicht mehr existierenden Wirtschaftsgebäuden in einer, dem Zustand um 1900 ähnlichen Variante, gestaltet. Heute ist der Park öffentlich zugänglich und kann besucht werden. Ebenfalls dort befindet sich ein Gedenkstein zur Erinnerung an die Museumsgründerin Charlotte von Mahlsdorf.